# Antygona w Nowym Jorku
Antygona w Nowym Jorku – sztuka teatralna Janusza Głowackiego, tragifarsa, polski dramat współczesny w dwóch aktach, szesnastu scenach. Po raz pierwszy sztuka ta została opublikowana w miesięczniku „Dialog” w roku 1992. Zarówno tytułem, jak i treścią nawiązuje do antycznej tragedii Sofoklesa – Antygony.

## Opis fabuły
Akcja utworu rozgrywa się w ciągu jednej nocy w Tompkins Square Park w Nowym Jorku, w środowisku ludzi bezdomnych.
Bohaterami sztuki są:
- Policjant,
- Sasza, bezdomny pięćdziesięcioparoletni rosyjski Żyd,
- Anita, bezdomna Portorykanka, lat około czterdziestu,
- Pchełka, czterdziestoparoletni bezdomny Polak,
- John – zwłoki bezdomnego, ukochanego Anity.

Anita wypytuje Saszę o Johna, swojego ukochanego. Dowiaduje się, że John nie żyje i ma zostać pochowany jak wyjęty spod prawa. Kobieta jest oburzona, postanawia dopilnować, by John został pochowany z należytym szacunkiem – w parku. W tym celu trzeba jednak wykraść zwłoki z kostnicy.

## Ważniejsze realizacje teatralne
Sztuka została napisana na zamówienie amerykańskiego teatru Arena Stage.
Ważniejsze realizacje sztuki w Polsce:
- 1993: Teatr Ateneum im. S. Jaracza w Warszawie, reż. Izabella Cywińska (obsada: Henryk Talar, Maria Ciunelis, Janusz Michałowski, Piotr Fronczewski);
- 1993: Teatr im. W. Bogusławskiego w Kaliszu, reż. Józef Skwark (obsada: Marian Glinka, Tomasz Karasiński, Krystyna Horodyńska, Tadeusz Trygubowicz);
- 1994: Teatr im. Juliusza Słowackiego w Krakowie, reż. Tomasz Zygadło (obsada: Urszula Popiel, Jerzy Światłoń, Jan Peszek, Zbigniew Bielski, Tadeusz Zięba);
- 1994: Teatr Nowy w Poznaniu, reż. Robert Gliński (obsada: Mariusz Sabiniewicz, Michał Grudziński, Maria Rybarczyk, Witold Dębicki);
- 1995: Wrocławski Teatr Współczesny, reż. Zbigniew Lesień (obsada: M. Glinka, Maciej Tomaszewski, Ewa Szykulska, T. Trygubowicz, Marek Lis-Orłowski);
- 1998: Tarnowski Teatr im. Solskiego, reż. Stanisław Banaś (obsada: Marek Kępiński, Elżbieta Gruca i in.);
- 2002: Teatr Dialog w Krakowie, reż. Tomasz Piasecki (obsada: T. Piasecki, Marian Jaskulski, Edward Żentara, Beata Wojciechowska i in.);
- 2004: Teatr Ludowy w Krakowie, reż. Piotr Szalsza (obsada: Beata Schimscheiner / Marta Klubowicz, Andrzej Franczyk, Jerzy Fedorowicz, Tadeusz P. Łomnicki i in.), przedstawienie przygotowane we współpracy z Kunstlerhaus Teater w Wiedniu, gdzie również zostało wystawione.
- 2016: Teatr Śląski w Katowicach, reż. Filip Gieldon (obsada: Jerzy Głybin, Ewa Leśniak, Wiesław Sławik, Krystyna Wiśniewska, Milena Staszuk/Katarzyna Dudek)
- 2017: Teatr Nowy w Łodzi, reż. Andrzej Szczytko (obsada: Piotr Seweryński, Jolanta Jackowska, Krzysztof Pyziak, Wojciech Droszczyński, Dariusz Kowalski)[1], spektakl wyprodukowany na Festiwal Łodź Czterech Kultur z okazji urodzin autora[2][3], nagrodzony przez krytyków łódzką Złotą Maską za najlepszą główną rolę męska (2018)[4].

Ważniejsze realizacje sztuki za granicą:
- 1996: Vineyard Theatre, Nowy Jork, reż. Michael Mayer;
- 1999: Teatr Sztuki Współczesnej, Moskwa, reż. Leonid Heifetz;
- 2005: Teatre Principal de Palma, Baleary, reż. Andreu A. Segura Seguí;
- 2014: Narodowy Teatr Dramatyczny im. Tarasa Szewczenki, Charków, reż. Andrzej Szczytko; Janusz Głowacki opisał okoliczności premiery tej realizacji w rozdziale "Antygona i czołgi" swojej ostatniej książki pt. Bezsenność w czasie karnawału (Wydawnictwo W.A.B., Warszawa 2018)[5].

Ważniejsze realizacje sztuki w Teatrze Telewizji i Teatrze Polskiego Radia:
- 1994: Teatr Telewizji, reż. Kazimierz Kutz (obsada: Anna Dymna, Jerzy Trela, Jan Peszek, Jerzy Grałek);
- 2009: Teatr Polskiego Radia, reż. Janusz Kukuła (obsada: Magdalena Cielecka, Krzysztof Gosztyła, Marian Opania, Marcin Troński, Tomasz Marzecki, Kazimierz Wysota).